# Mau5ville: Level 3
mau5ville: Level 3 è il nono EP realizzato dal disc jockey e produttore discografico canadese deadmau5. L'ultimo della trilogia mau5ville. L'EP contiene due tracce soliste, collaborazioni con Shotty Horroh (di cui due remix prodotti da J. Worra e C.O.Z) e Scene of Action (di cui due remix prodotti da Mark Mackenzie e OFFAIAH), e due tracce prodotte da No Mana e C.O.Z. 
Le tracce Polyphobia e Glivch presentano elementi contenuti nelle tracce Monophobia e 10.8 (pubblicate nei due EP precedenti). La traccia Are You Not Afraid? è stata originariamente prodotta nel 2014.

## Tracce
Musiche di Joel Zimmerman, eccetto dove indicato.
1. Polyphobia
2. Glivch
3. Are You Not Afraid? (con Shotty Horroh) (Testo: Adam Rooney)
4. Are You Not Afraid? (J. Worra F No Remix)
5. Are You Not Afraid? (C.O.Z Remix)
6. Hurricane (con Scene of Action) (Testo: Joel Montgomery, Musica: Joel Zimmerman, Joel Montgomery)
7. Hurricane (Mark Mackenzie Remix)
8. Hurricane (OFFAIAH Remix)
9. Quests with Time Limits (di No Mana) (Musica: Jordan Orcaz)
10. Over (di C.O.Z) (Musica: Nathan Cozzetto)